# Oleksandria
Pour le village de l'oblast de Rivne, voir Oleksandriia (Rivne).
Oleksandria (en ukrainien : Олександрія) ou Aleksandria (en russe : Александрия) est une ville de l'oblast de Kirovohrad, en Ukraine, et le centre administratif du raïon d'Oleksandria. Sa population s'élevait à 82 819 habitants en 2013.

## Géographie

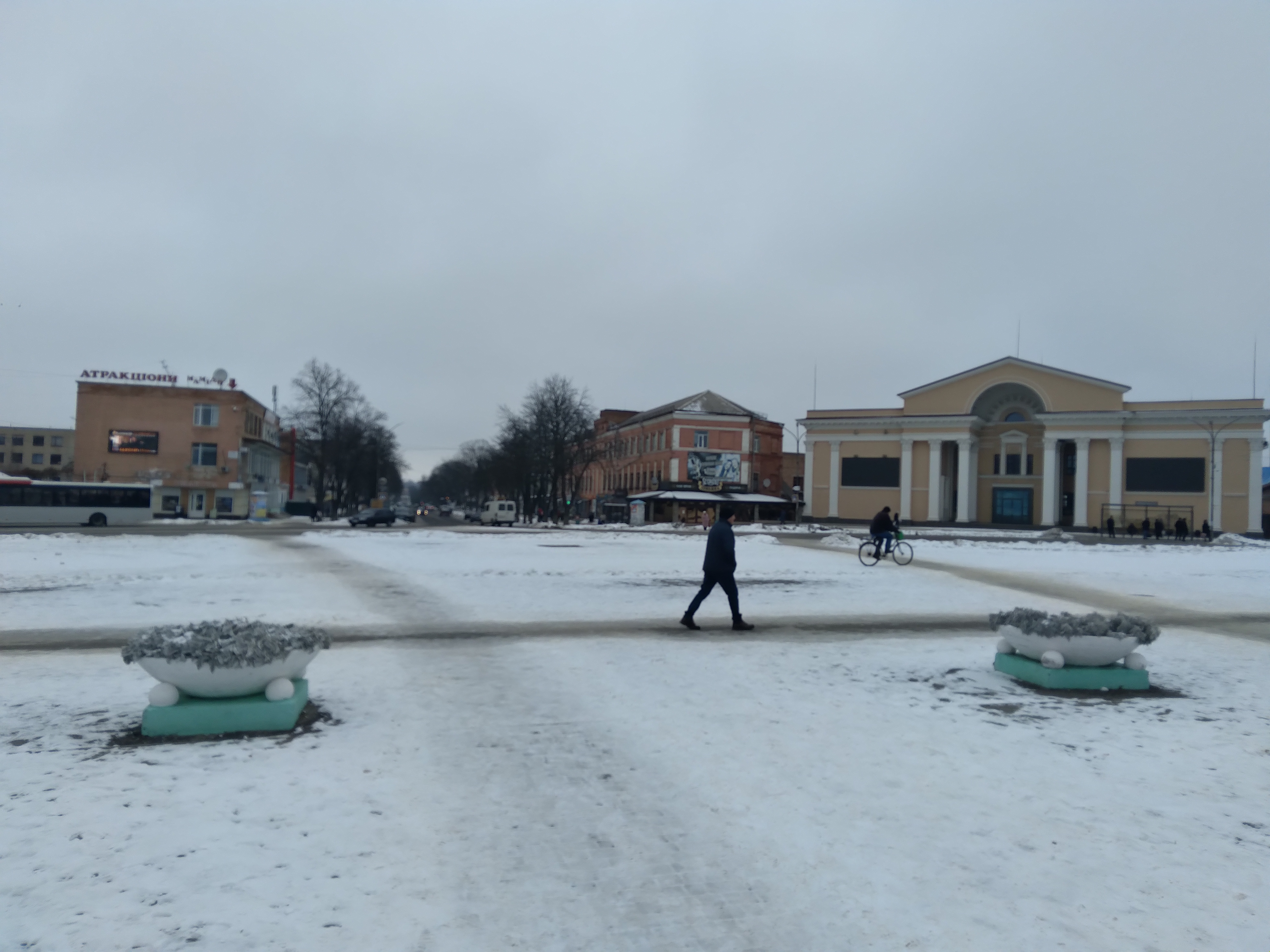
centre ville

Oleksandria est située à 64 km à l'est de Kropyvnytskyï.

## Histoire
Au XVIe et dans la première moitié du XVIIIe siècle, les terres de la ville moderne et ses territoires adjacents appartenaient à l'Hetmanat, et Sitch zaporogue. La première mention de la colonie d'Usivka remonte à 1746 . Selon les données du XVIIIe siècle, dans les années 1740, les cent cosaques Krementchouk du régiment de Myrorod "Grygory Usyk avec son frère Sydor, Pylyp Usyk et son frère Kyrylo" se sont installés dans la ville. Même s'ils n'étaient pas les premiers colons dans ces régions .

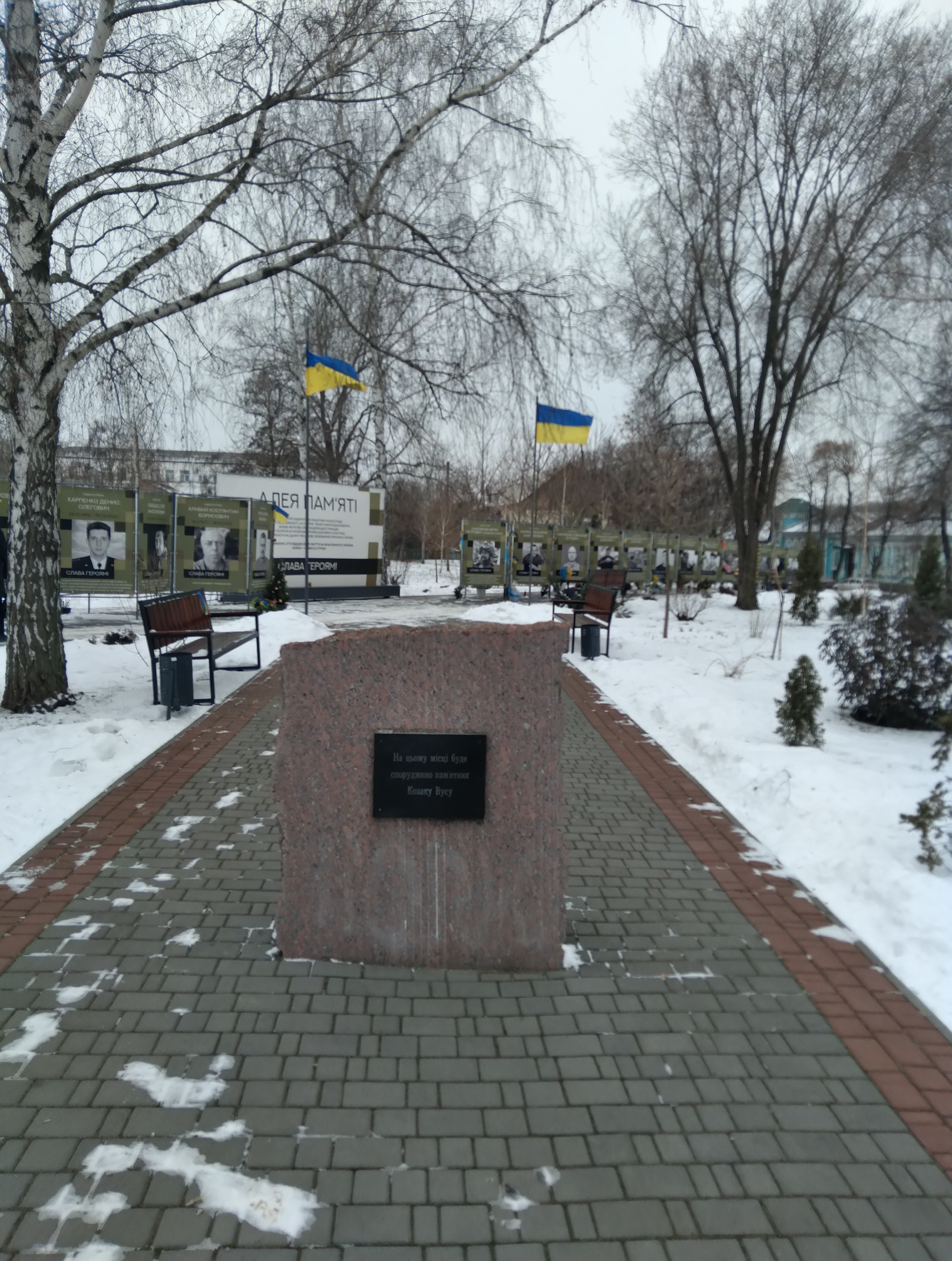
Parc du cosaque Vus - le fondateur de la ville

Par conséquent, l'année 1739 peut être considérée comme la date de fondation de la colonie, lorsque les voisins de Mykhailo Ovramenko, un cosaque des Cent Krementchouk, Stepan Tereshchenko et Roman Kasyan, ont commencé à vivre ici .
En 1784, la colonie fut rebaptisée Oleksandriysk. Plus tard, le nom de la ville fut changé en Alexandrie.
En 1793, 738 personnes vivaient ici. Le 14 mars 1806, le comté d'Alexandrie a été créé dans le cadre de la province de Kherson.
En 1858, 7 800 personnes vivaient à Alexandrie . Au début du XXe siècle, 14 007 personnes vivaient à Alexandrie .

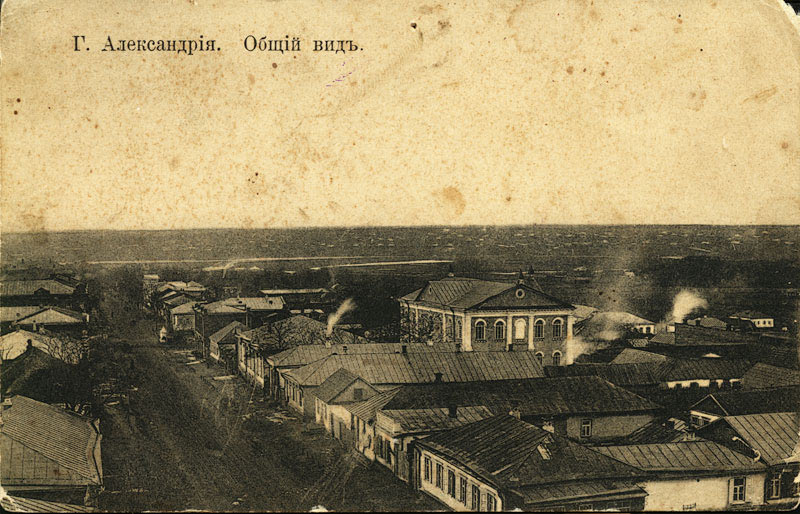
panorama de la ville, 1900

Pendant la Guerre d'indépendance ukrainienne et la Guerre soviéto-ukrainienne de 1917, des détachements des cosaques libres ukrainiens sont apparus à Alexandrie. En mai 1919, un soulèvement anti-bolchevique dirigé par Ataman Grigoriev eut lieu à Alexandrie. Le 23 mai 1919, le soulèvement est brutalement réprimé par les troupes de l'Armée rouge .
Lors de la Holodomor 1932-1933 au moins 1 729 habitants de la ville sont morts 
Du 6 août 1941 au 6 décembre 1943, la ville fut occupée par les nazis .
En 1989, 102 611 habitants vivaient ici .
En 2013, 82 819 habitants y vivaient .
Pendant la guerre dans l'est de l'Ukraine, 24 habitants d'Alexandrie sont morts, en l'honneur desquels un monument en forme de croix avec un trident a été inauguré le jour de l'indépendance en 2017 ,.

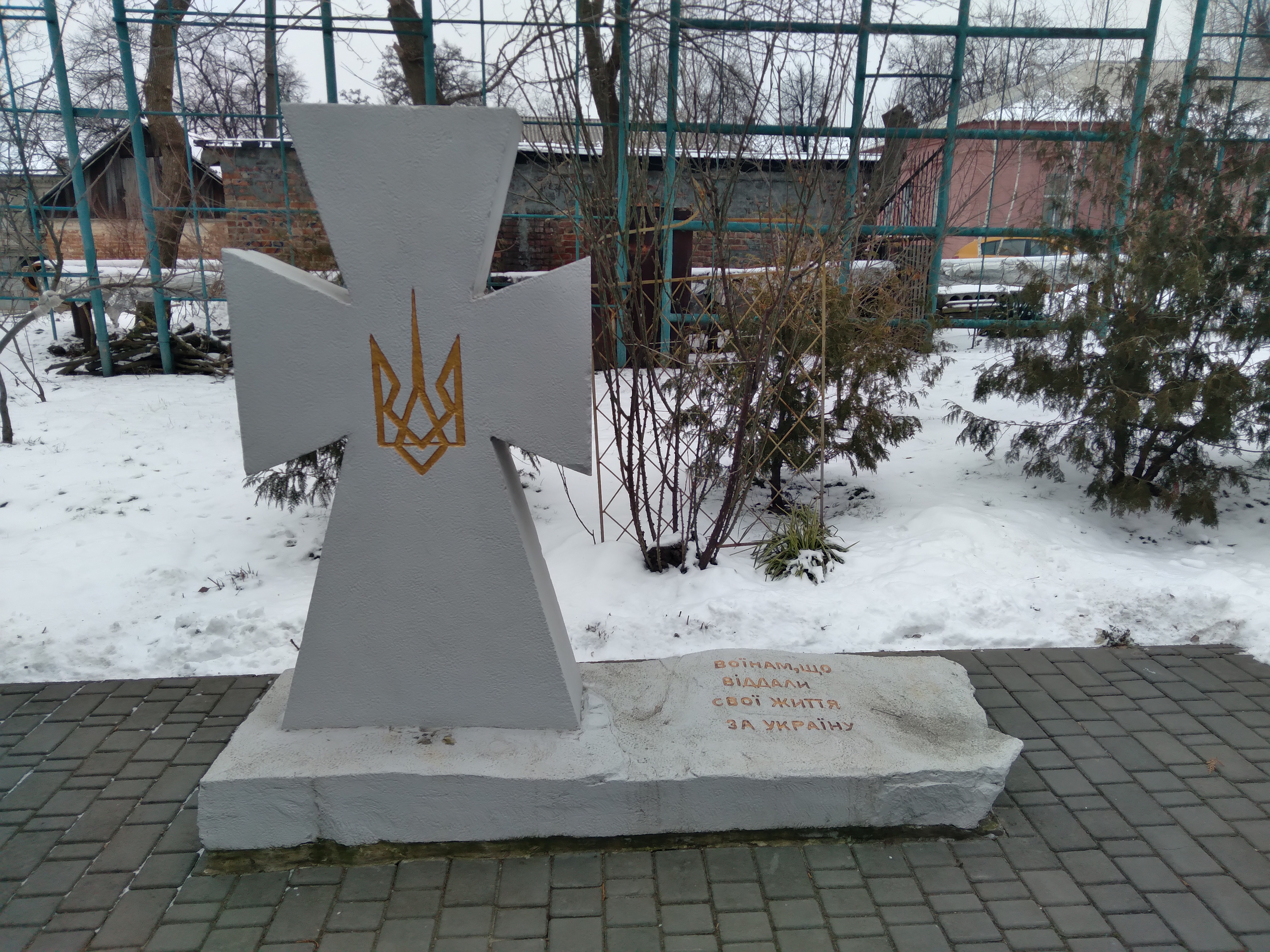
Un monument aux héros de la guerre russo-ukrainienne

Lors de l'invasion russe de l'Ukraine, le 15 avril 2022, à 22h26, les Russes ont frappé les infrastructures de la ville et de l'aéroport avec deux missiles. Plus tard, le chef de l'administration régionale de Kirovohrad, Andrii Raykovich, et le maire d'Oleksandria, Serhiy Kuzmenko, ont fait état des morts et des blessés résultant de l'attaque ,,.
En 2023, le jour de l'Indépendance, l'Allée commémorative des morts de la guerre russo-ukrainienne a été inaugurée .

## Population
Recensements (*) ou estimations de la population :
| 1897*  | 1923*  | 1926*  | 1939*  | 1959*  | 1970*  |
| ------ | ------ | ------ | ------ | ------ | ------ |
| 14 007 | 18 654 | 18 255 | 19 548 | 35 190 | 69 416 |

| 1979*  | 1989*   | 2001*  | 2011   | 2012   | 2013   |
| ------ | ------- | ------ | ------ | ------ | ------ |
| 82 059 | 102 611 | 93 357 | 83 339 | 83 072 | 82 819 |

Le taux de natalité en 2012 était de 11,5 % avec 949 naissances (contre un taux de natalité de 10,8 % en 2011 pour 896 naissances) tandis que le taux de mortalité lui était de 16,8 % avec 1390 décès (contre un taux de mortalité de 18,1 % en 2011 pour 1502 décès).

### Structure par âge
0-14 ans: 14,1%  (homme 6,051/femme 5,649)
15-64 ans: 71.4%  (homme 30,054/femme 35,662)
65 ans et plus: 17,7%  (homme 4,913/femme 9,710) (2013 officiel)

## Économie
La principale entreprise de la ville est l'usine d'équipement électrique Etal (en ukrainien : Етал ; en russe : Этал), qui emploie 2 230 salariés (2007). La ville possède une gare ferroviaire.

## Jumelages
- Jarocin (Pologne)
- Xinyi (Chine)
- Bath (Grande-Bretagne)
- Tervel (Bulgarie)

## Personnalités
- Sholom Secunda (1894-1974), compositeur et scénariste américain né à Oleksandria.
- Leonid Popov (1945-), cosmonaute soviétique, de nationalité ukrainienne.
- Hryhoriy Misyutin (1970-), gymnaste, champion olympique par équipe en 1992, cinq fois champion du monde.
- Youriy Kravtchenko, ministre ukrainien.

## Culture

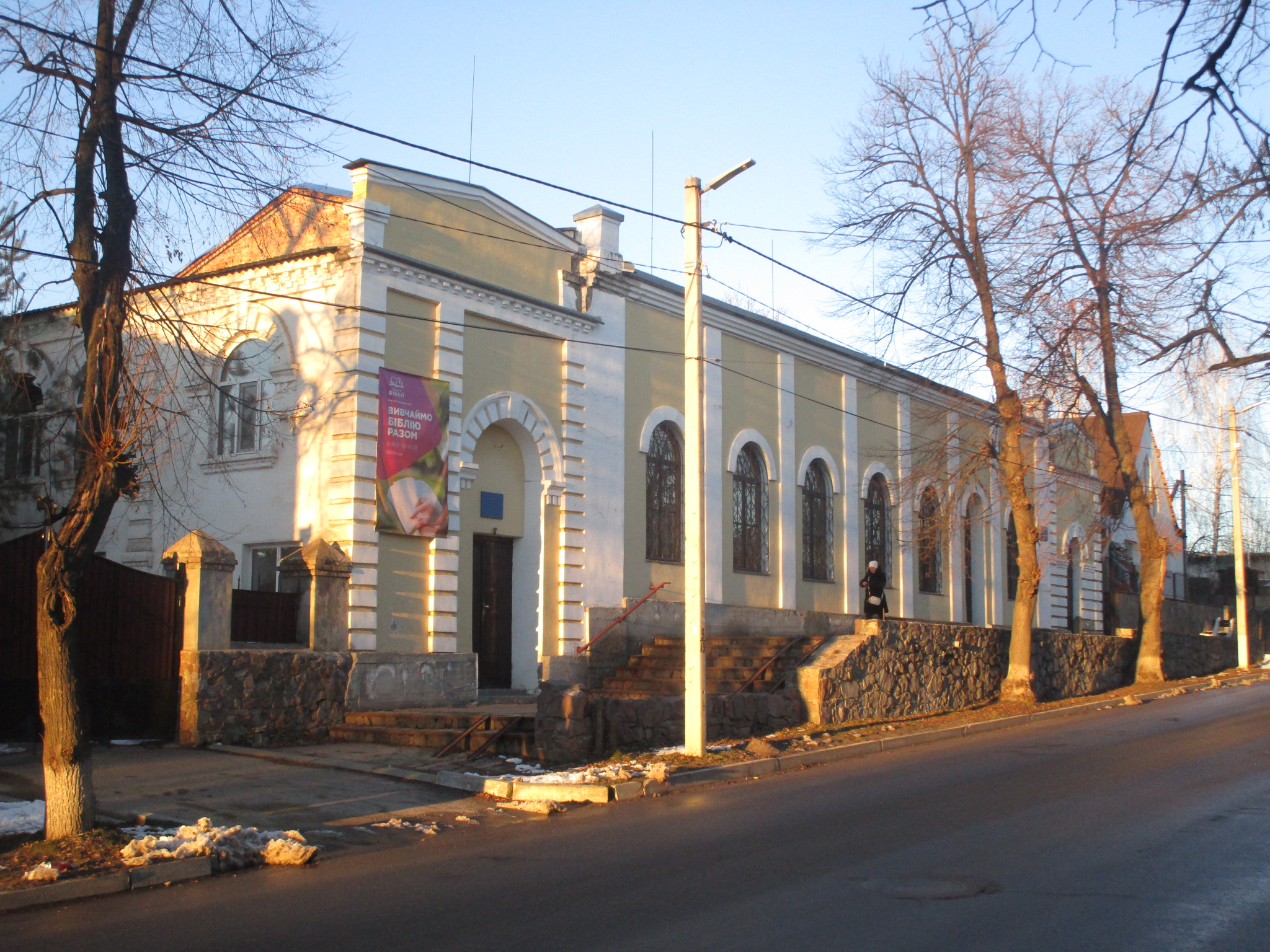
Synagogue Berchmedris classée[18].
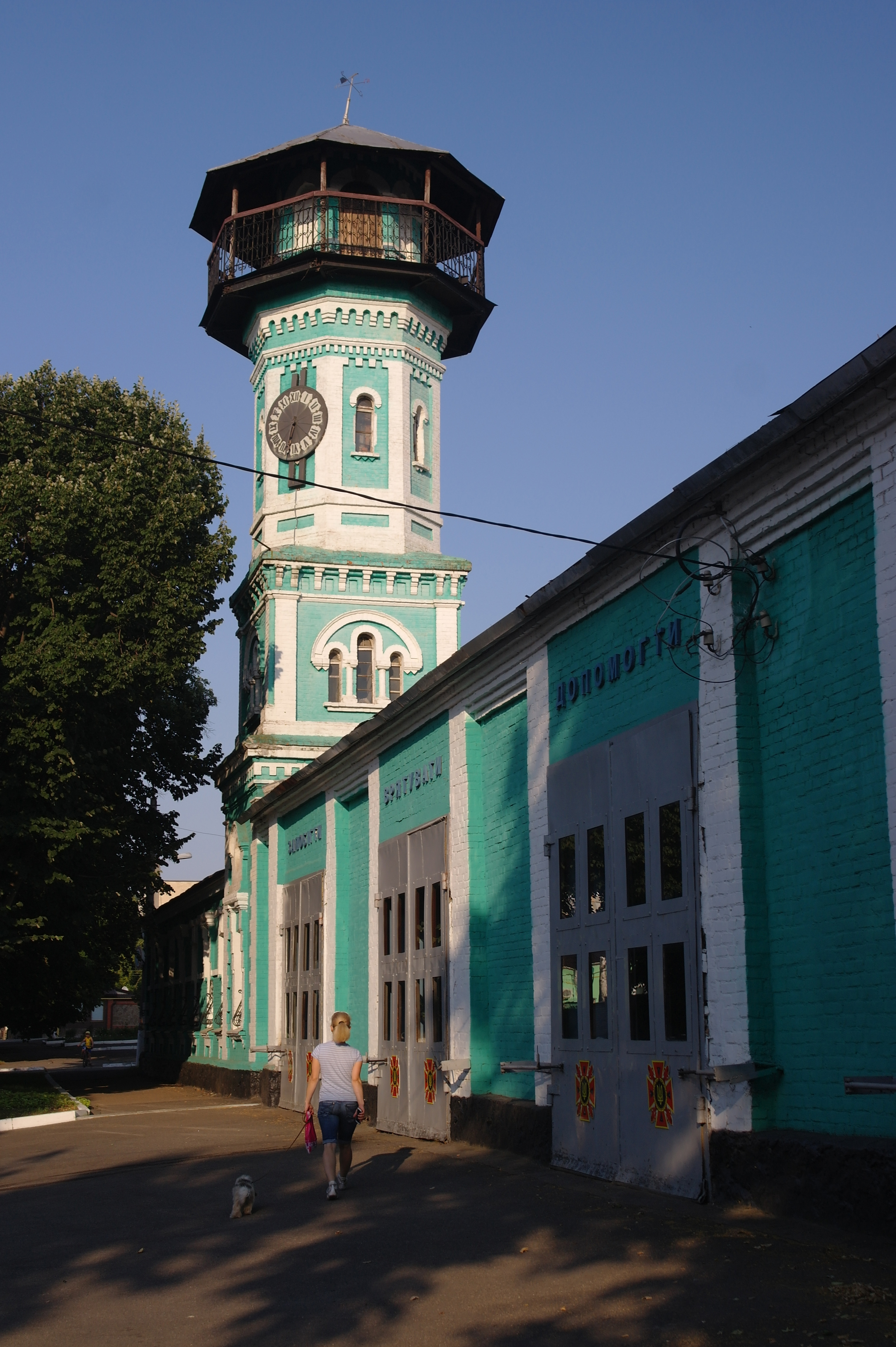
Caserne de pompiers classée[19].
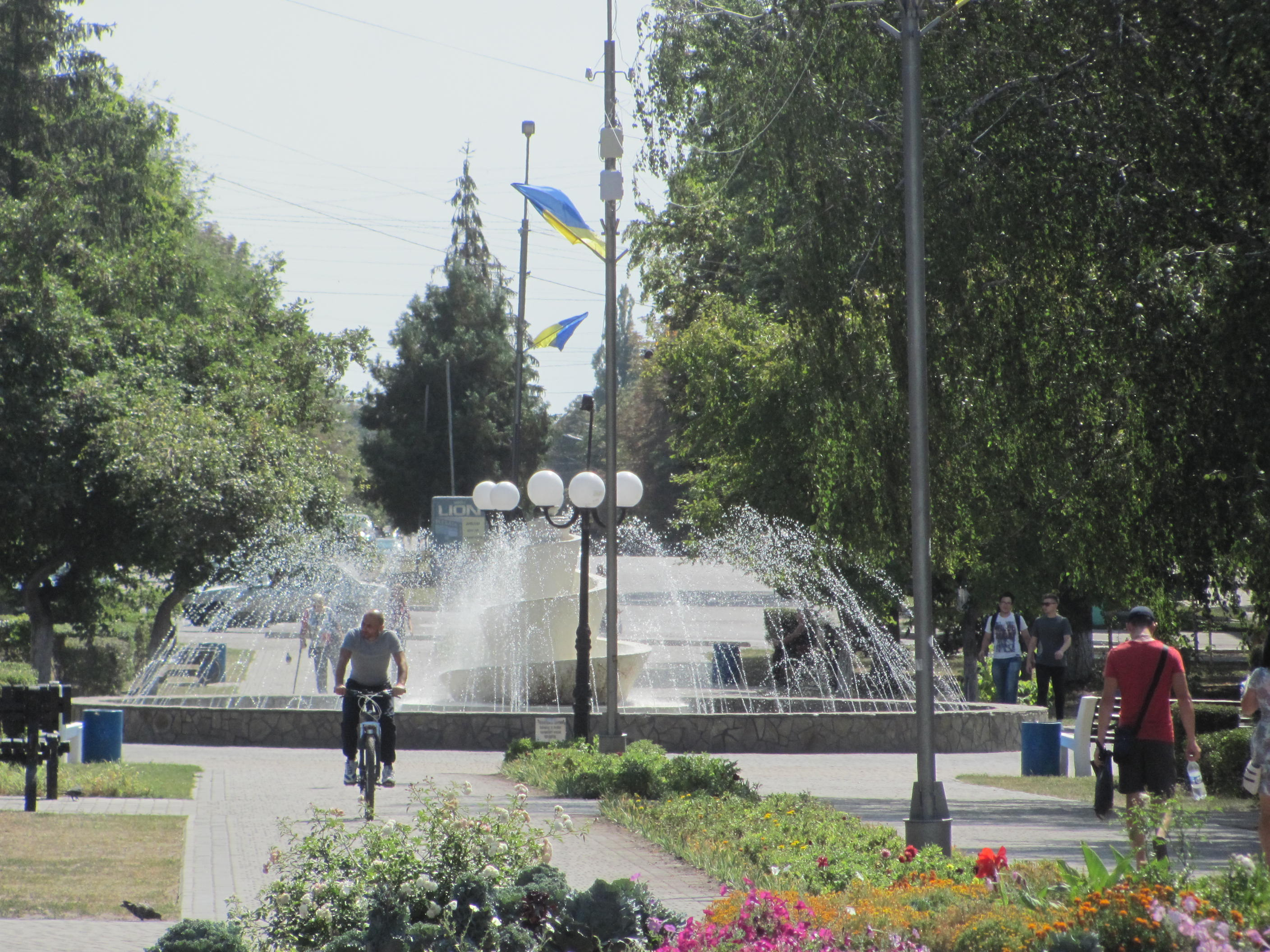
Le square Soborna classée[20].
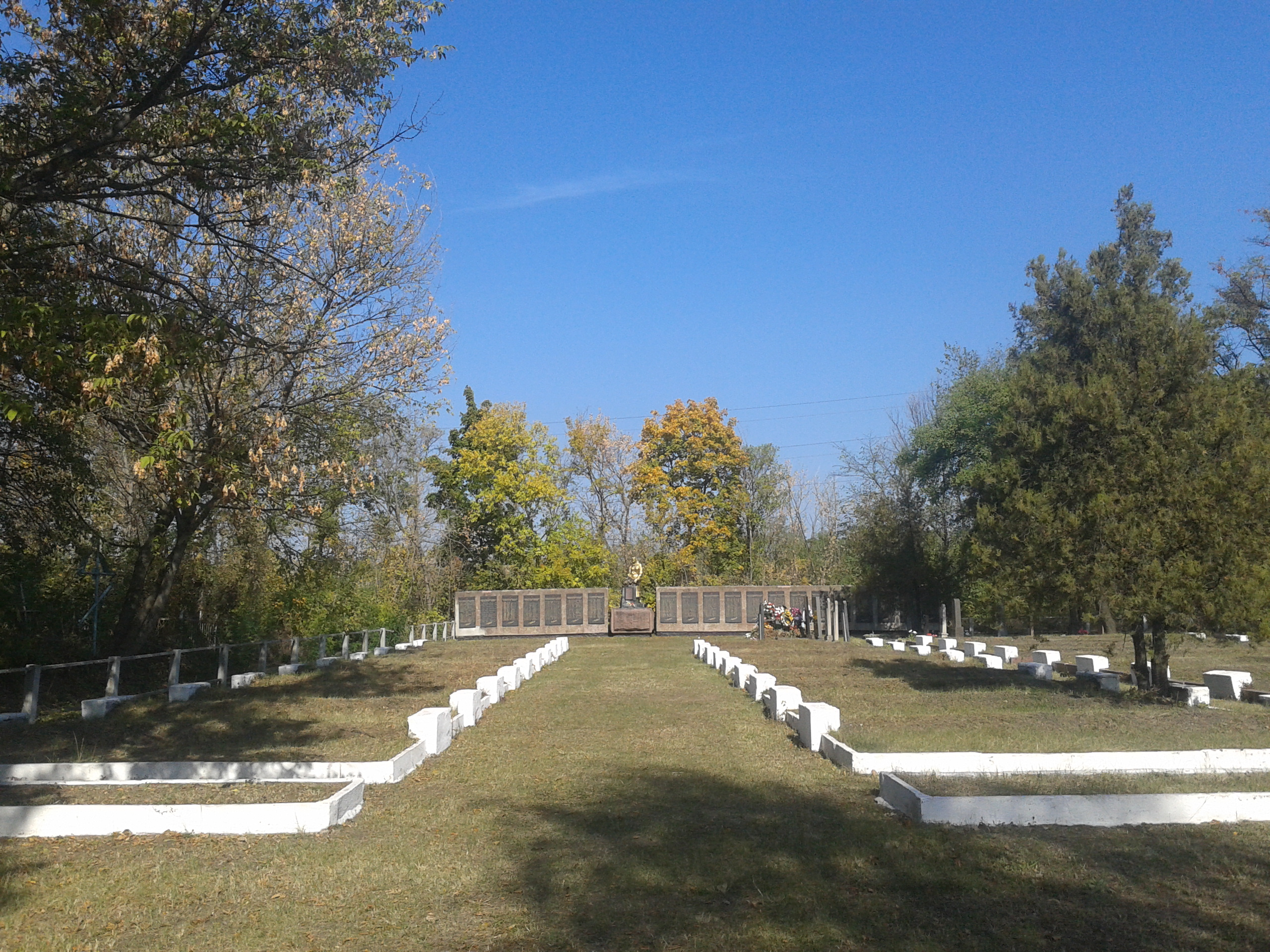
Cimetièrte militaire classé[21].
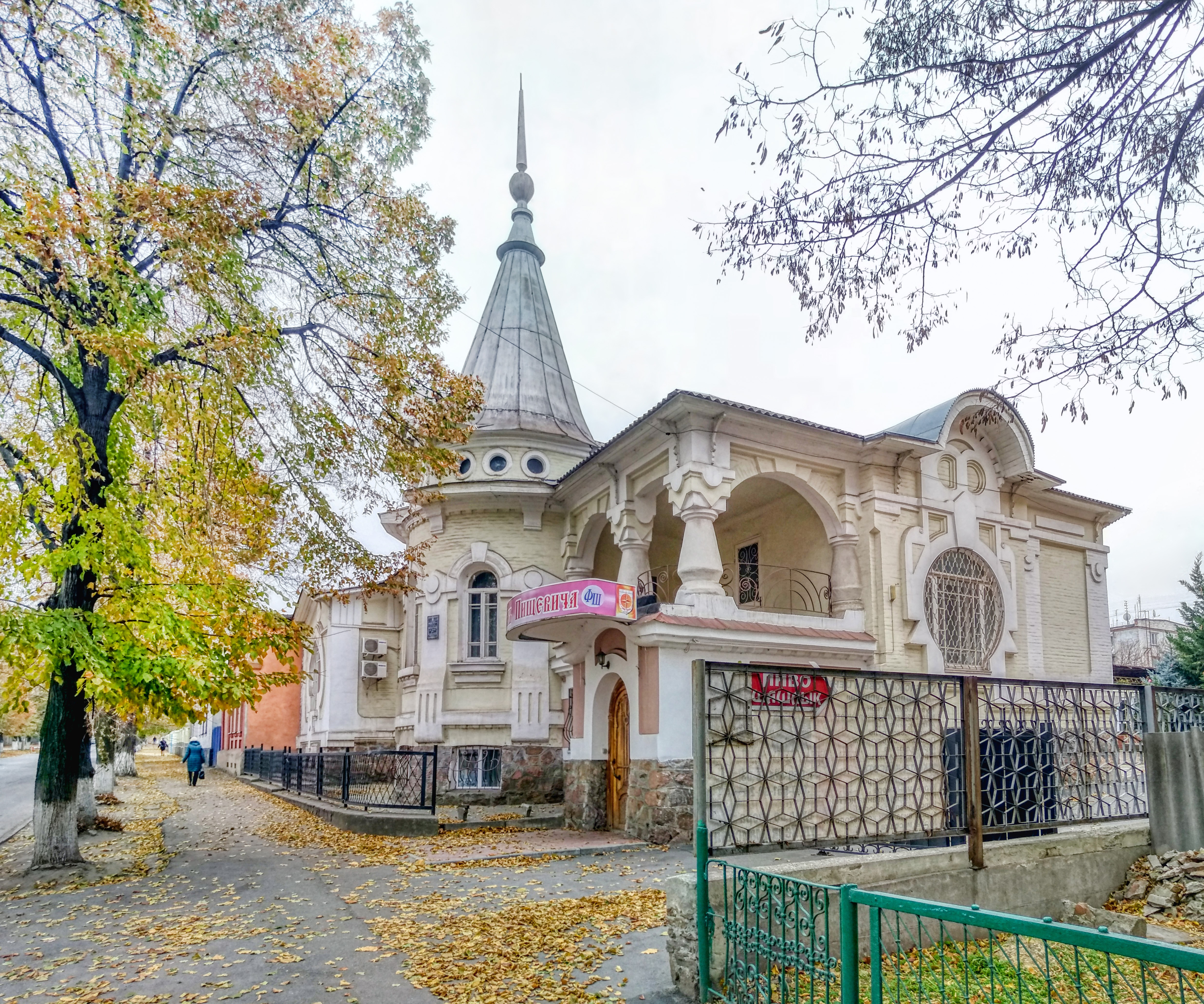
La maison de Pyshchevych
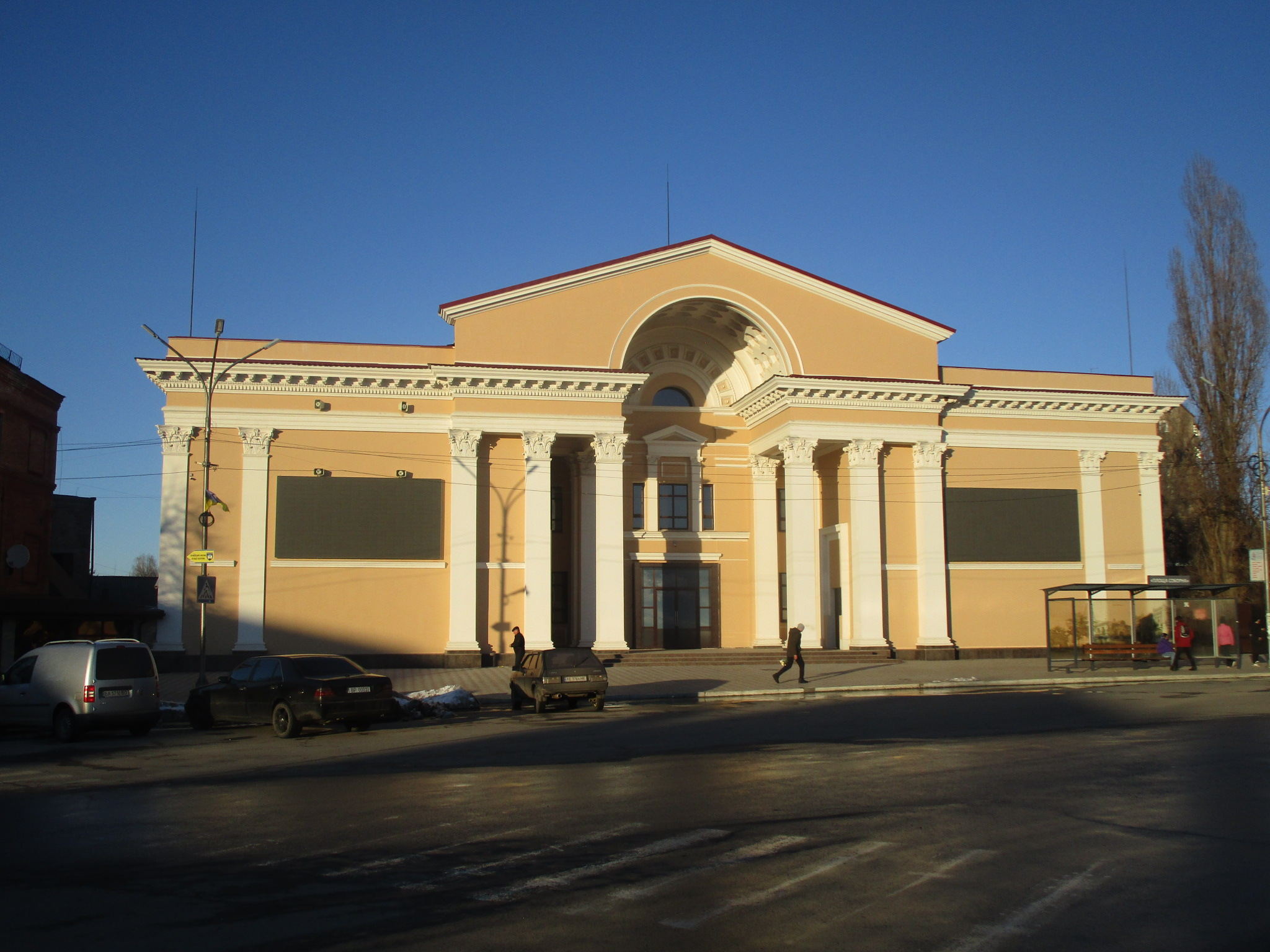
cinéma
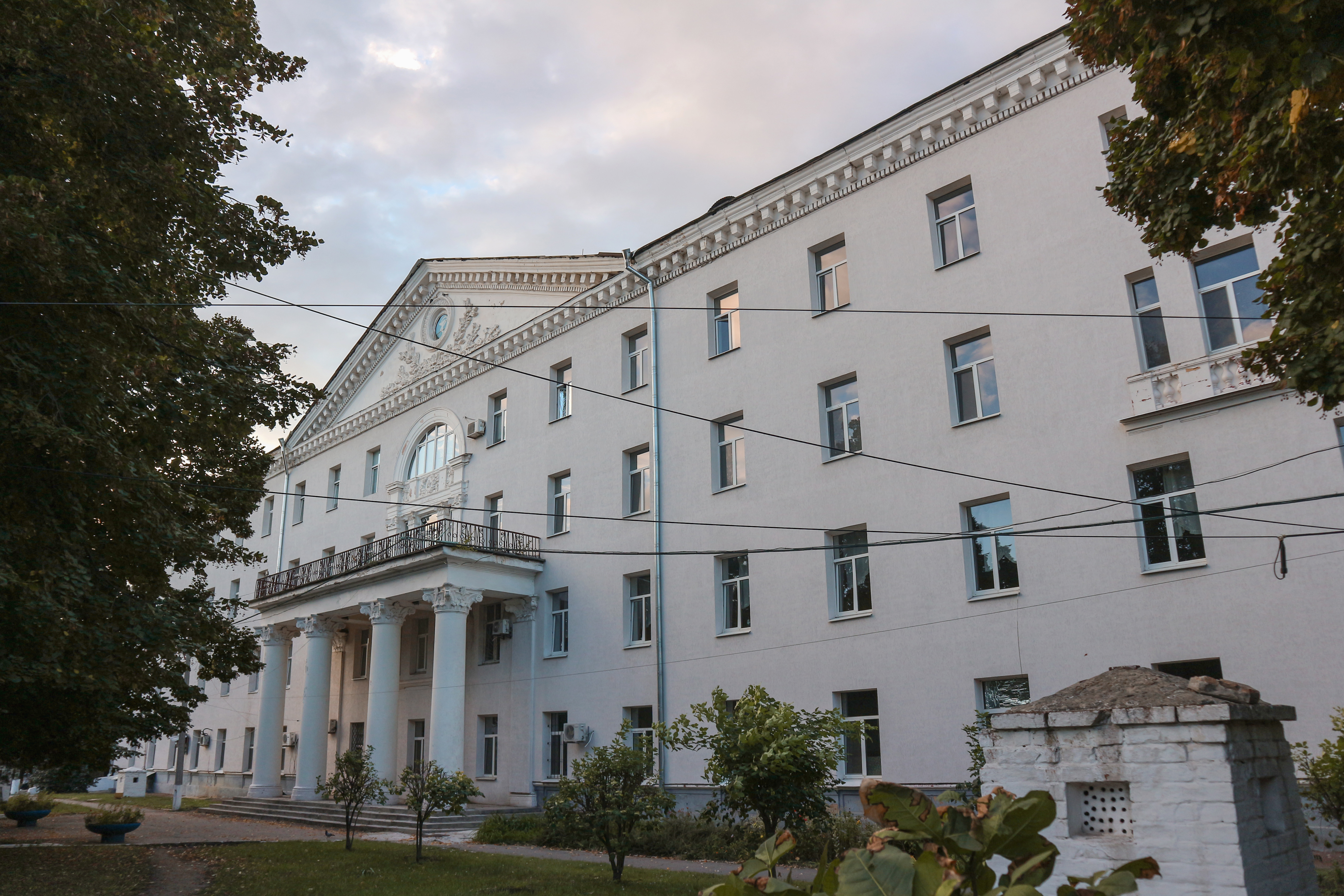
bâtiment de l'hôpital